# Vernate (Zwitserland)
Vernate is een gemeente en plaats in het Zwitserse kanton Ticino, en maakt deel uit van het district Lugano.
Vernate telt 442 inwoners.